# Gitanjali Rao
Ne doit pas être confondu avec Gitanjali Rao (scientifique).
Gitanjali Rao est une animatrice, réalisatrice, scénariste, actrice et monteuse de cinéma indienne. Ses films d'animation ont été primés à plusieurs reprises.

## Biographie
Gitanjali Rao fait ses études au Sir. J. J. Institute of Applied Art à Bombay, en Inde, où elle obtient son diplôme en 1994. Autodidacte en matière de cinéma d'animation, Gitanjali Rao fait une entrée remarquée dans ce domaine avec son premier court-métrage animé, Printed Rainbow, en 2006, qui a été pré-listé pour un Oscar en 2008. Ce court-métrage sort en France en 2016 au sein du programme de courts-métrages Voyages de rêve.
La réalisatrice bénéficie du programme Next Step, lancé en 2019 par la Semaine de la Critique du Festival de Cannes, qui vise à accompagner les jeunes réalisateurs pour passer du format du court au long métrage. Gitanjali Rao met six ans à terminer son premier long-métrage d'animation, Bombay Rose, qui est projeté dans plusieurs festivals en 2019.

## Filmographie

### Actrice
- 1998 : China Gate
- 2001 : Lajja
- 2003 : Satta : Mme M. Chauhan
- 2004 : Naach : la propriétaire
- 2007 : Hattrick
- 2010 : Jaane Kahan Se Aayi Hai : la femme pauvre
- 2018 : October : la professeure Vidya Iyer

### Réalisatrice
- 2006 : Printed Rainbow, court-métrage d'animation
- 2014 : TrueLoveStory, court-métrage d'animation
- 2019 : Bombay Rose, long-métrage d'animation

## Récompenses

### Prix remportés
- 2006 : 
  - Prix The Ellen à l'Aspen Shortfest pour Printemps Rainbow[5].
  - Prix Kodak du court-métrage pour Printed Rainbow au Festival de Cannes[5].
  - Prix Small Golden Rail pour Printed Rainbow au Festival de Cannes[5].
  - Prix des jeunes critiques ex aequo avec Iron, pour Printed Rainbow[5].
  - Prix Golden Spike du Meilleur court-métrage au Festival du film de Valladolid pour Printed Rainbow, ex aequo avec Elöbb-utóbb d'Isti Madarász[5].
- 2007 :
  - Prix FIPRESCI au Festival du film de Cracovie pour Printed Rainbow[5].
  - Prix du public du Meilleur court-métrage animé ou expérimental au Festival international du film lesbien et féministe de Paris[5].
- 2019 :
  - Prix Silver Gateway d'Inde au Festival du film de Bombay pour Bombay Rose[5].
  - Hugo d'argent ex aequo de la New Directors Competition au Festival international du film de Chicago, pour Bombay Rose[5].

### Nominations
- 2006 : Finaliste du Cristal d'animation au Festival d'Annecy pour Printed Rainbow[5].
- 2014 : Finaliste du Prix de la découverte au Festival de Cannes pour TrueLoveStory[5].
- 2019 :
  - Finaliste de l'Hugo d'or de la New Directors Competition au Festival international du film de Chicago, pour Bombay Rose[5].
  - Finaliste du Queer Lion au Festival du film de Venise pour Bombay Rose[5].